# St. Marien (Emsdetten)

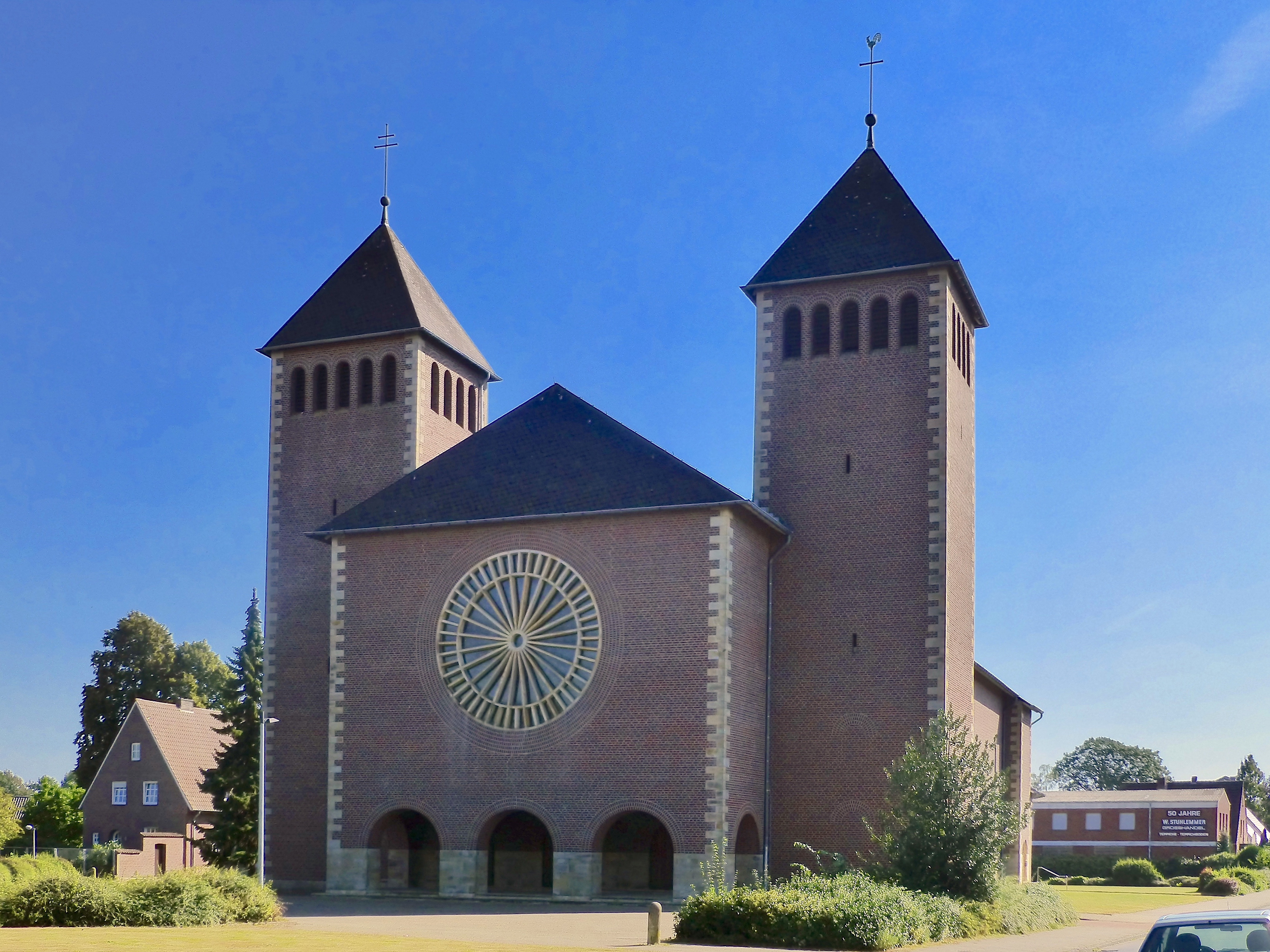
Außenansicht des Kirchengebäudes

Die römisch-katholische Filialkirche St. Marien befindet sich im Stadtteil Berge der Stadt Emsdetten im Kreis Steinfurt (Nordrhein-Westfalen). Die Kirche gehört als Teil der Pfarrei St. Pankratius zum Dekanat Steinfurt im Bistum Münster.

## Beschreibung
Die Innengestaltung des Kirchengebäudes zeichnet sich durch eine starke Zahlensymbolik aus. Es verfügt zudem über eine mittelalterliche Marienstatue sowie eine Krypta.

## Geschichte
Die St.-Marien-Kirche ist, neben der evangelischen Martin-Luther-Kirche, eine von insgesamt zwei Kirchen, die im Jahr 1953 aufgrund der enorm angewachsenen Bevölkerung Emsdettens nach dem Zweiten Weltkrieg neu errichtet wurden. Gewidmet wurde die Kirche der Mutter Gottes, da das in Emsdetten bereits bestehende Marienkrankenhaus bei Bombeneinschlägen in unmittelbarer Nähe am Vorabend des Rosenkranzfestes 1944 vor größeren Schäden an Gebäude und Personen verschont geblieben war.
Die Hembergener Kirche St. Servatius wurde im November 2004 mit der Pfarrei St. Marien zusammengelegt, wobei die St.-Marien-Kirche die gemeinsame Pfarrkirche geworden ist. Im Dezember 2006 wurde die Pfarrei neu gegründet. Die Heilig-Geist-Kirche kam hinzu und St. Marien blieb erneut Pfarrkirche. Im Jahr 2012 verlor sie ihre Eigenständigkeit als Pfarrei und wurde mit der Pfarrei St. Pankratius zusammengeführt. Dadurch entstand die zu diesem Zeitpunkt größte Pfarrei im Bistum Münster.
Der Kirchenvorstand hat bereits im Jahr 2017 einstimmig festgestellt, dass aufgrund erschwerter finanzieller Rahmenbedingungen eine Reduzierung der Kirchen in der Pfarrei St. Pankratius unumgänglich sei. Mit Sitzung vom 11. Juni 2024 hat der Kirchenvorstand beschlossen, dass die St.-Marien-Kirche bis spätestens zum 30. Juni 2027 entwidmet werden soll.

## Orgeln

### Hauptorgel

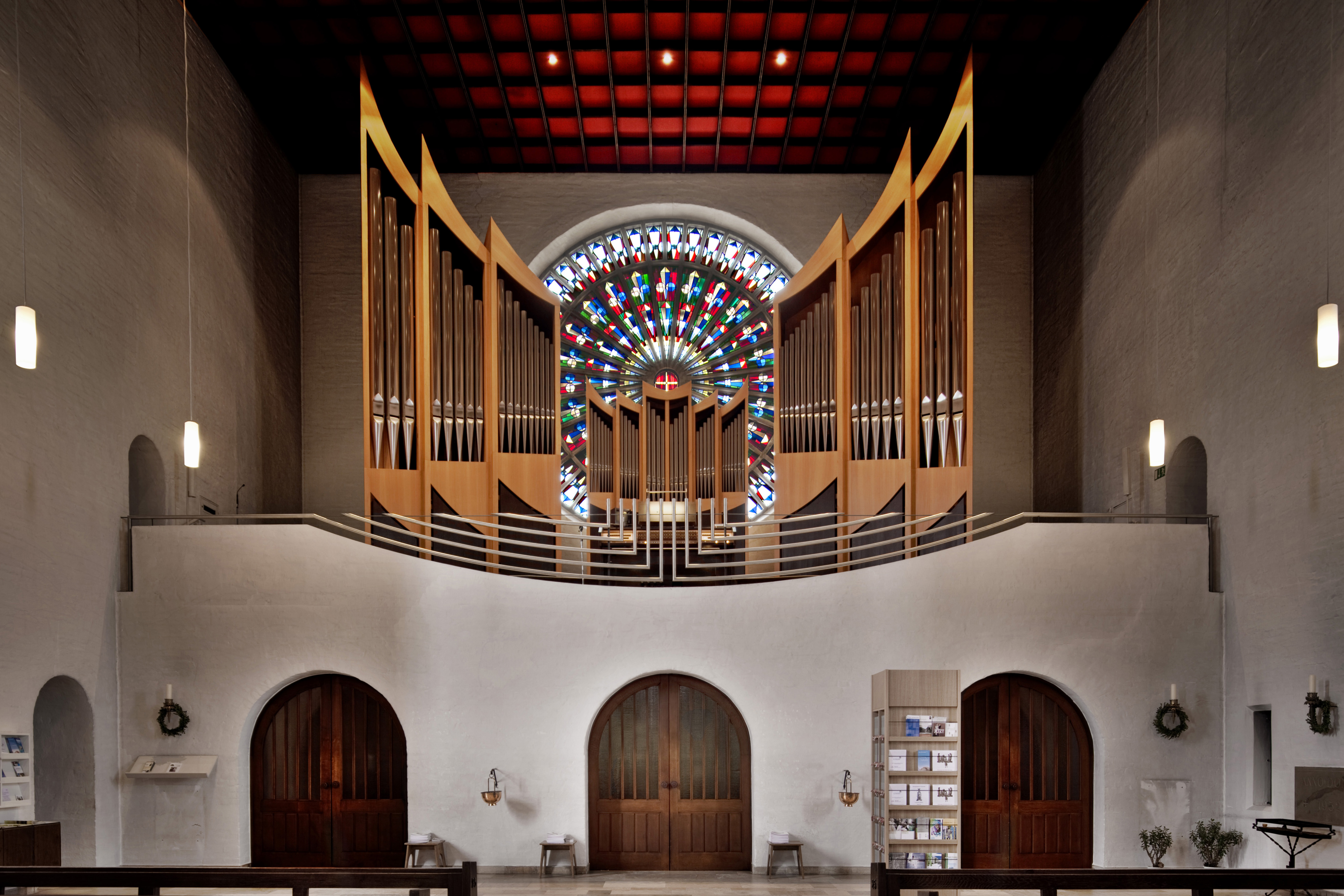
Blick auf die Empore mit der Orgel

Die Orgel auf der Empore hat 40 Register auf drei Manualen und Pedal. Sie wurde 2003 von der Orgelbauwerkstatt Fischer + Krämer gebaut.
Sie hat folgende Disposition:
| I Hauptwerk C–g3 |       |
| Bourdon          | 16′   |
| Principal        | 8′    |
| Viola da Gamba   | 8′    |
| Gedeckt          | 8′    |
| Octave           | 4′    |
| Rohrflöte        | 4′    |
| Quinte           | 2 ⁄3′ |
| Octave           | 2′    |
| Cornet V         | 8′    |
| Mixtur IV−VI     | 1 ⁄3′ |
| Trompete         | 8′    |

| II Positiv C–g3 |                |
| Rohrflöte       | 8′             |
| Principal       | 4′             |
| Blockflöte      | 4′             |
| Sesquialter     | 2 ⁄3′ + 1 3⁄5′ |
| Doublette       | 2′             |
| Scharff III-IV  | 1′             |
| Cromorne        | 8′             |
| Tremulant       |                |

| III Schwellwerk C–g3 |        |
| Flute                | 8′     |
| Bourdon              | 8′     |
| Salicional           | 8′     |
| Voix celeste         | 8′     |
| Principal            | 4′     |
| Flute octaviante     | 4′     |
| Nazard               | 2 ⁄3′  |
| Flageolet            | 2′     |
| Tierce               | 1 3⁄5′ |
| Sifflet              | 1′     |
| Fourniture IV        | 2′     |
| Basson               | 16′    |
| Trompete harm.       | 8′     |
| Hautbois             | 8′     |
| Tremulant            |        |

| Pedal C–f1    |       |
| Principalbass | 16′   |
| Subbass       | 16′   |
| Octavbass     | 8′    |
| Bourdon       | 8′    |
| Choralbass    | 4′    |
| Hintersatz IV | 2 ⁄3′ |
| Bombarde      | 16′   |
| Trompete      | 8′    |

Die Spieltraktur ist mechanisch, die Registertraktur ist elektrisch. Bei den Windladen handelt es sich um Schleifladen.
- Koppeln: II/I, III/I, III/II, I/P, II/P, III/P
- Spielhilfe: Setzeranlage

### Krypta-Orgel
Des Weiteren befindet sich in der Krypta ebenfalls eine Orgel, welche über fünf Register auf einem Manual und Pedal verfügt. Gebaut wurde sie von Friedrich Fleiter.
Sie hat folgende Disposition:
| Manual C–g3 |       |
| Gedackt     | 8′    |
| Oktave      | 4′    |
| Prinzipal   | 2′    |
| Quinte      | 1 ⁄3′ |

| Pedal C–f1 |     |
| Sordun     | 16′ |

Die Spiel- und Registertraktur sind mechanisch. Die Windlade der Krypta-Orgel ist ebenfalls als Schleiflade ausgeführt.
- Koppel: Pedalkoppel